# Lobuche
Lobuche East lub Lobuje East – szczyt w Nepalu w Himalajach. Znajduje się obok Mount Everest. Szczyt ma dwa wierzchołki: niższy - Lobuche Far East i wyższy - Lobuche East (6119 m). 
Pierwszego wejścia dokonali Laurence Nielson i Ang Gyalzen Sherpa 25 kwietnia 1984 r.